# Cissus adamii
Cissus adamii är en vinväxtart som beskrevs av J. Detoit. Cissus adamii ingår i släktet Cissus och familjen vinväxter. Inga underarter finns listade i Catalogue of Life.